# 12350 Фейхтванґер
12350 Фейхтванґер (12350 Feuchtwanger) — астероїд головного поясу, відкритий 23 квітня 1993 року.
Тіссеранів параметр щодо Юпітера — 3,414.